# Sarah Josephson
Sarah Gay Josephson (Bristol, 10 de enero de 1964) es una deportista estadounidense que compitió en natación sincronizada.
Participó en tres Juegos Olímpicos de Verano entre los años 1984 y 1992, obteniendo dos medallas, plata en Seúl 1988 y oro en Barcelona 1992. Ganó seis medallas en el Campeonato Mundial de Natación entre los años 1982 y 1991.

## Palmarés internacional
| Juegos Olímpicos   | Juegos Olímpicos     | Juegos Olímpicos | Juegos Olímpicos |
| Año                | Lugar                | Medalla          | Prueba           |
| ------------------ | -------------------- | ---------------- | ---------------- |
| 1988               | Seúl (Corea del Sur) | Medalla de plata | Dúo              |
| 1992               | Barcelona (España)   | Medalla de oro   | Dúo              |
| Campeonato Mundial |                      |                  |                  |
| Año                | Lugar                | Medalla          | Prueba           |
| 1982               | Guayaquil (Ecuador)  | Medalla de plata | Equipo           |
| 1986               | Madrid (España)      | Medalla de plata | Solo             |
| 1986               | Madrid (España)      | Medalla de plata | Dúo              |
| 1986               | Madrid (España)      | Medalla de plata | Equipo           |
| 1991               | Perth (Australia)    | Medalla de oro   | Dúo              |
| 1991               | Perth (Australia)    | Medalla de oro   | Equipo           |